# Andaki
Andaki (georgiska: ანდაქი), eller Andakistsqali (ანდაქისწყალი), är ett vattendrag i Georgien. Det ligger i den östra delen av landet, 90 km norr om huvudstaden Tbilisi.